# Edificio del Congreso del Estado de Puebla
El edificio del Congreso del Estado de Puebla es un inmueble ubicado en el Centro Histórico de Puebla, construido en 1833, que alberga las actividades del Honorable Congreso del Estado de Puebla, organismo depositario del Poder Legislativo de Puebla, en México. Su decoración es reconocida por su estilo neoárabe, realizada por el arquitecto mexicano Eduardo Tamariz Almendaro.

## Historia
El edificio construido en 1833 por don Rafael Guerrero. El inmueble había sido erigido para ser sede de la Sociedad Filarmónica Literaria de la Purísima Concepción, la cual se encargaba de brindar enseñanza musical gratuita. La decoración se encargó al arquitecto Eduardo Tamariz Almendaro.
La Sociedad Filarmónica celebró sus reuniones en el inmueble hasta 1891. En 1884, el edificio fue adquirido por el empresario Luis García Teruel, renombrándolo como Casino "Teruel". Entre 1894 y 1902, fue conocido como Teatro "Miranda", bajo la propiedad de Martín Miranda, quien presumiblemente trajo azulejos desde Sevilla para su decoración. Entre 1899 y 1905, fungió como sede del Círculo Católico, dirigido y fundado por el italiano Pedro Spina.

### Sede del Congreso

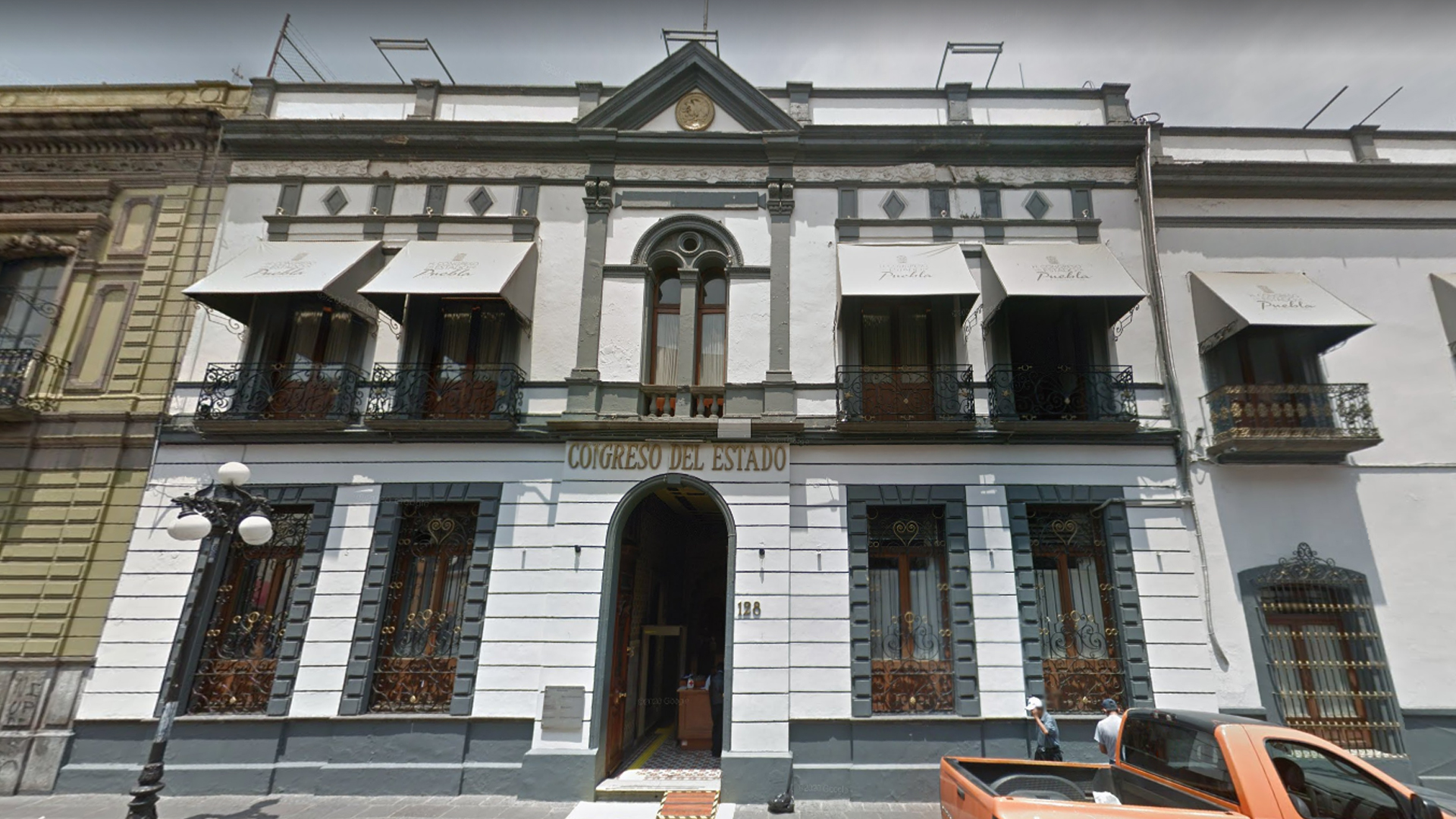

Durante el siglo XIX, el Congreso del Estado de Puebla no tenía una sede propia, por lo que utilizó varios inmuebles para sus sesiones; entre estos se encontraban el edificio de la Alhóndiga, el Cabildo del Palacio Municipal, el Colegio del Estado y el antiguo Colegio de San Jerónimo.
En 1902, el Congreso adquirió el inmueble del número 10 de la Calle de Correo Viejo (hoy 5 poniente, número 128) para transformarlo en el Palacio Legislativo. Se inauguró como sede del Congreso el 1 de febrero de 1905, con el inicio de las sesiones de la XVIII Legislatura.

## Arquitectura
La decoración del edificio es obra de Eduardo Tamariz, quien vivió en Puebla después de estudiar en París y visitar el sur de España y el norte de África. De estas influencias procede el estilo neoárabe del decorado, visible especialmente en las cuatro fachadas y en la escalera del edificio. La parte externa destaca por su decoración morisca o mudéjar.
Se describe al trabajo de Tamariz como una "combinación de texturas para lograr el estilo neoárabe":

Los paramentos del patio están totalmente recubiertos de argamasa en formas vegetales, diseño que se complica en las enjutas, cenefas y rosetones. Arcos de medio punto polibulados decoran los planos de la planta baja, y en la alta, llevan complicados diseños mixtelinios que semejan coronas rodeadas de enjutas con flores. Lo más notable de la ornamentación es el uso de mosaicos de fabricación especial, (con técnica de cuneca o arista), en un amplio lambrín que rodea todo el patio y que concede una cromática singular al espacio. En cada sección del lambrín, existe un diseño diferente, predominan los geométricos, que son más fáciles de repetir para lograr una sucesión interminable de grecas imitando a las mezquitas. Delimita el lambrín una cenefa de mosaicos con decoración de almenas escalonadas en diferentes colores y una greca de líneas curvas, contrastando con la forma geométrica de las lancerías.
Mónica Martínez y Héctor Erasmo Rojas, citados por Pedro Ángel Palou

La parte superior de la entrada muestra una frase del Corán: "Es voluntad del Ser Supremo que haya orden en la humanidad, eres bienvenido, que tu estancia sea placentera y que continúes por buen camino".